# Minnie's Bow-Toons
Minnie's Bow-Toons (Minnie Toons en Latinoamérica y Los cuentos de Minnie en España) es una serie televisión infantil animada estadounidense, que se desarrolló entre 2011 y 2016 en Disney Junior, es una serie derivada de La casa de Mickey Mouse. La serie se basa en el episodio "Minnie's Bow-tique", donde Minnie abre su boutique llena de variedad de moños y pajaritas. Este programa presenta a Cuckoo-Loca, un pájaro de cuerda, y las sobrinas de Minnie, Millie y Melody Mouse.
Un renacimiento de la serie, titulada Minnie's Bow-Toons: Party Palace Pals!, se estrenó el 5 de abril de 2021 en canal de Youtube de Disney Junior, con un estilo de Mickey Mouse Mixed-Up Adventures.

## Premisa
Después de los eventos del episodio "Minnie's Bow-tique" de La casa de Mickey Mouse, esta serie de televisión trata sobre las aventuras de Minnie Mouse y su amiga Daisy mientras dirigen la botique de Minnie, una tienda especialidad con lazos y pajaritas de colores. En la temporada 3, Minnie, Daisy y Cuckoo Loca abren un salón de belleza para mascotas junto a la botique. En la temporada 4, Minnie, Daisy y Cuckoo Loca realizan viajes Internacionales y visitan ciudades como Londres, Venecia y Tokio. En la temporada 6, Minnie, Daisy y Cuckoo Loca comienzan un nuevo negocio de planificación de fiesta.

## Personajes

### Principales
- Russi Taylor (Temporadas 1-5) y Kaitlyn Robrock (Temporada 6: Party Palace Pals!) (Inglés) Junji Majima  (Japonés) como Minnie Mouse y Bow-Bot
- Tress MacNeille (Inglés) Junya Enoki (Japonés) como Pata Daisy, Chip, Penelope Poodle, Animal Trainer, Mrs. Porkins y Reina del Reino Unido
- Nika Futterman como Cuckoo Loca, Paparazzi Reporter y Baby Oinky

### Recurrentes
- April Winchell (Inglés) Akio Ōtsuka (Japonés)  como Clarabella
- Frank Welker como Fígaro, Gilbert, / Pizza Restaurant Diner #2
- Avalon Robbins como Millie y Melody Mouse
- Bret Iwan (Inglés) Azumi Asakura (Japonés) como Mickey Mouse
- Tony Anselmo (Temporadas 1-5) y Daniel Ross (Temporada 6) (Inglés) Kōichi Yamadera  (Temporadas 1-5) y Michie Tomizawa (Temporada 6) (Japonés) como el Pato Donald
- Bill Farmer como Goofy, Kanae Oki  (Temporadas 1-5) y Kōichi Yamadera (Temporada 6) (Japonés)Pluto, Penguini el Magnífico, fantasmas cantantes, repartidores, vendedor de perritos calientes en la adopción de mascotas, Luigi el dueño de la pizzería, gerente del teatro Kabuki y locutor de televisión
- Corey Burton como Dale
- Max Charles como Joey Castor
- Ariel Winter como Roxie Ardilla
- Carlos Alazraqui como Panchito Pistoles
- Grace Kaufman como Chloe Bunny, Posey Bear, and Emmy Mouse

## Episodios

### Temporadas
| Temporada | Temporada | Episodios | Estreno original        | Estreno original      |
| Temporada | Temporada | Episodios | Comienzo                | Final                 |
| --------- | --------- | --------- | ----------------------- | --------------------- |
|           | 1         | 10        | 14 de noviembre de 2011 | 30 de enero de 2012   |
|           | 2         | 10        | 12 de noviembre de 2012 | 5 de febrero de 2013  |
|           | 3         | 10        | 7 de noviembre de 2013  | 13 de febrero de 2014 |
|           | 4         | 7         | 20 de febrero de 2014   | 22 de enero de 2015   |
|           | 5         | 3         | 22 de enero de 2016     | 22 de enero de 2016   |
|           | 6         | 20        | 3 de abril de 2021      | 25 de marzo de 2022   |
|           | 7         | 20        | 23 de mayo de 2022      | 8 de octubre de 2022  |
|           | 8         | 20        | 21 de junio de 2023     | -                     |

### Temporada 1 (2011-12)
| Serie # | Temp. # | Título                                                   | Estreno original        | Código |
| ------- | ------- | -------------------------------------------------------- | ----------------------- | ------ |
| 1       | 1       | «Leaky Pipes» «Fuga en la Tubería (LA)»                  | 14 de noviembre de 2011 | 101    |
| 2       | 2       | «The Pom-Pom Problem» «El problema de los pompones (LA)» | 21 de noviembre de 2011 | 102    |
| 3       | 3       | «Trouble Times Two» «Problemas por dos (LA)»             | 28 de noviembre de 2011 | 103    |
| 4       | 4       | «Figaro's Friend»                                        | 5 de diciembre de 2011  | 104    |
| 5       | 5       | «A Shop in the Dark» «Una tienda en la oscuridad (LA)»   | 12 de diciembre de 2011 | 105    |
| 6       | 6       | «Flower Fix» «Arreglo de flores (LA)»                    | 19 de diciembre de 2011 | 106    |
| 7       | 7       | «Dance Lessons» «Lecciones de baile (LA)»                | 9 de enero de 2012      | 107    |
| 8       | 8       | «In Plane Sight» «En pleno vuelo (LA)»                   | 16 de enero de 2012     | 108    |
| 9       | 9       | «Bow-Bot» «Moñobot, la robot (LA)»                       | 23 de enero de 2012     | 109    |
| 10      | 10      | «Fashion Emergency» «Emergencia de moda (LA)»            | 30 de enero de 2012     | 110    |

### Temporada 2 (2012-13)
| Serie # | Temp. # | Título                                                                   | Estreno original        | Código |
| ------- | ------- | ------------------------------------------------------------------------ | ----------------------- | ------ |
| 11      | 1       | «Piano Movers and Shakers» «El gran premio (LA)»                         | 12 de noviembre de 2012 | 201    |
| 12      | 2       | «A Good Sign» «Una buena señal (LA)»                                     | 19 de noviembre de 2012 | 202    |
| 13      | 3       | «Locked Out» «Sin la llave (LA)»                                         | 26 de noviembre de 2012 | 203    |
| 14      | 4       | «Feelin' Crabby» «Cangrejintas (LA)»                                     | 3 de diciembre de 2012  | 204    |
| 15      | 5       | «Cuckoo-Loca's Egg-celent Adventure» «La hue-aventura de Cucu Loca (LA)» | 10 de diciembre de 2012 | 205    |
| 16      | 6       | «Funny Bunny» «Lindo conejito (LA)»                                      | 7 de enero de 2013      | 206    |
| 17      | 7       | «Weather or Not» «¡Qué mal clima! (LA)»                                  | 14 de enero de 2013     | 207    |
| 18      | 8       | «Mechanical Mayhem» «Caos mecánico (LA)»                                 | 21 de enero de 2013     | 208    |
| 19      | 9       | «Adventures in Piggy Sitting» «La aventura de las niñeras (LA)»          | 28 de enero de 2013     | 209    |
| 20      | 10      | «Minnie's Makeover Madness» «La remodelación de Minnie (LA)»             | 7 de febrero de 2013    | 210    |

### Temporada 3 (2013-14)
| Serie # | Temp. # | Título                                              | Estreno original        | Código |
| ------- | ------- | --------------------------------------------------- | ----------------------- | ------ |
| 21      | 1       | «Tricky Treats» «Susto o Golosina (LA)»             | 7 de noviembre de 2013  | 301    |
| 22      | 2       | «Pet Adoption» «Adopción de Mascotas (LA)»          | 14 de noviembre de 2013 | 302    |
| 23      | 3       | «Pet Calendar» «Calendario de mascotas (LA)»        | 28 de noviembre de 2013 | 303    |
| 24      | 4       | «For the Birds» «Por las aves (LA)»                 | 5 de diciembre de 2013  | 304    |
| 25      | 5       | «Oh, Christmas Tree!» «Oh, árbol de Navidad (LA)»   | 12 de diciembre de 2013 | 305    |
| 26      | 6       | «Primped Up Pachyderm» «Una linda elefantita (LA)»  | 16 de enero de 2014     | 306    |
| 27      | 7       | «Freaky Fowl Day» «Día de aves locas (LA)»          | 23 de enero de 2014     | 307    |
| 28      | 8       | «A Walk in the Park» «Un paseo en el parque (LA)»   | 30 de enero de 2013     | 308    |
| 29      | 9       | «Gondola with the Wind» «Góndola al viento (LA)»    | 6 de febrero de 2014    | 309    |
| 30      | 10      | «Uh Oh, Pizza Dough» «¡Oh oh! Masa para pizza (LA)» | 13 de febrero de 2014   | 310    |

### Temporada 4 (2014-15)
| Serie # | Temp. # | Título                                           | Estreno original        | Código |
| ------- | ------- | ------------------------------------------------ | ----------------------- | ------ |
| 31      | 1       | «Fiesta Follies» «Fiesta de locura (LA)»         | 20 de febrero de 2014   | 401    |
| 32      | 2       | «Royal Delivery» «La entrega para la reina (LA)» | 6 de marzo de 2014      | 402    |
| 33      | 3       | «Kabuki Chaos» «Caos en el teatro Kabuki (LA)»   | 13 de marzo de 2014     | 403    |
| 34      | 4       | «Turkey Time» «La hora del pavo (LA)»            | 18 de noviembre de 2014 | 404    |
| 35      | 5       | «Slumber Party» «La piyamada (LA)»               | 22 de enero de 2015     | 405    |
| 36      | 6       | «Rooftop Repair» «Reparación en la azotea (LA)»  | 22 de enero de 2015     | 406    |
| 37      | 7       | «Alarm Clocked Out» «Despertador Alocado (LA)»   | 22 de enero de 2015     | 407    |

### Temporada 5 (2016)
| Serie # | Temp. # | Título                                         | Estreno original    | Código |
| ------- | ------- | ---------------------------------------------- | ------------------- | ------ |
| 38      | 1       | «Happy Campers» «Campistas felices (LA)»       | 22 de enero de 2016 | 501    |
| 39      | 2       | «Picnic Panic» «Día de campo de pánico (LA)»   | 22 de enero de 2016 | 502    |
| 40      | 3       | «Home, Clean Home!» «Hogar, limpio hogar (LA)» | 22 de enero de 2016 | 503    |

### Temporada 6: Party Palace Pals! - Temporada 1 (2021-22)
| Serie # | Temp. # | Título                                      | Estreno original         | Código |
| ------- | ------- | ------------------------------------------- | ------------------------ | ------ |
| 41      | 1       | «Moving Day»                                | 3 de abril de 2021       | 601    |
| 42      | 2       | «Bessie Delivers Again!»                    | 5 de abril de 2021       | 602    |
| 43      | 3       | «The Great Cookie Bake-Off»                 | 5 de abril de 2021       | 603    |
| 44      | 4       | «Curse of the Pink Purse!»                  | 5 de abril de 2021       | 604    |
| 45      | 5       | «Rocket Roller Skates»                      | 3 de mayo de 2021        | 605    |
| 46      | 6       | «The Pony Prance Square Dance»              | 3 de mayo de 2021        | 606    |
| 47      | 7       | «Minnie's Do-It-Yourselfers»                | 3 de mayo de 2021        | 607    |
| 48      | 8       | «Boing-Boing, Come Home!»                   | 3 de mayo de 2021        | 608    |
| 49      | 9       | «All That Jazz»                             | 21 de junio de 2021      | 609    |
| 50      | 10      | «Daisy's Crazy Hair Day»                    | 24 de septiembre de 2021 | 610    |
| 51      | 11      | «Run Daisy, Run»                            | 24 de septiembre de 2021 | 611    |
| 52      | 12      | «The Blustery Day»                          | 24 de septiembre de 2021 | 612    |
| 53      | 13      | «Minnie's Halloween Spook-tacular»          | 22 de octubre de 2021    | 613    |
| 54      | 14      | «Mickey's Party Goes Pop!»                  | 5 de noviembre de 2021   | 614    |
| 55      | 15      | «Happy Birthday, Minnie Mouse: The Musical» | 5 de noviembre de 2021   | 615    |
| 56      | 16      | «Clarabelle's Christmas Sweater»            | 17 de diciembre de 2021  | 616    |
| 57      | 17      | «Eye on the Birdy Ball»                     | 22 de enero de 2022      | 617    |
| 58      | 18      | «Escape From Bouncy Castle Island»          | 22 de enero de 2022      | 618    |
| 59      | 19      | «Snow Day Shenanigans»                      | 18 de marzo de 2022      | 619    |
| 60      | 20      | «Clarabelle's Kitty»                        | 25 de marzo de 2022      | 620    |

### Temporada 7: Party Palace Pals! - Temporada 2 (2022)
| Serie # | Temp. # | Título                                        | Estreno original         | Código |
| ------- | ------- | --------------------------------------------- | ------------------------ | ------ |
| 61      | 1       | «Ducky Down the Drain»                        | 23 de mayo de 2022       | 701    |
| 62      | 2       | «Monkeys, Monkeys Everywhere!»                | 23 de mayo del 2022      | 702    |
| 63      | 3       | «Minnie's Wags 'n' Wiggles Pet Parade»        | 24 de mayo de 2022       | 703    |
| 64      | 4       | «Stop that Shopping Cart!»                    | 25 de mayo de 2022       | 704    |
| 65      | 5       | «Gilbert Sittin»                              | 26 de mayo de 2022       | 705    |
| 66      | 6       | «A New Kitty in the House»                    | 27 de mayo de 2022       | 706    |
| 67      | 7       | «A Royal Puppy Party»                         | 18 de junio de 2022      | 707    |
| 68      | 8       | «On a Bicycle Built for Three»                | 2 de julio de 2022       | 708    |
| 69      | 9       | «Upsy Minnie and Daisy!»                      | 26 de julio de 2022      | 709    |
| 70      | 10      | «Vac Attack!»                                 | 27 de julio de 2022      | 710    |
| 71      | 11      | «The Great Critter Caper»                     | 28 de julio de 2022      | 711    |
| 72      | 12      | «Chill Out!»                                  | 29 de julio de 2022      | 712    |
| 73      | 13      | «Disco to Go!»                                | 5 de septiembre de 2022  | 713    |
| 74      | 14      | «The Rolling Cake of Rome»                    | 6 de septiembre de 2022  | 714    |
| 75      | 15      | «Achoo-Moo!»                                  | 7 de septiembre de 2021  | 715    |
| 76      | 16      | «Daisy's Birthday Quack-tastrophe!»           | 8 de septiembre de 2022  | 716    |
| 77      | 17      | «Happy Harvest Day!»                          | 9 de septiembre de 2022  | 717    |
| 78      | 18      | «A Dark and Stormy Night at the Party Palace» | 25 de septiembre de 2022 | 718    |
| 79      | 19      | «Goodnight Owl»                               | 30 de septiembre de 2022 | 719    |
| 80      | 20      | «Hide 'n' Go Peep!»                           | 8 de octubre de 2022     | 720    |

### Temporada 8: Camp Minnie (2023–24)
| Serie # | Temp. # | Título                     | Estreno original        | Código |
| ------- | ------- | -------------------------- | ----------------------- | ------ |
| 81      | 1       | «The Great Outdoors»       | 21 de junio de 2023     | 801    |
| 82      | 2       | «A Sticky Situation»       | 21 de junio de 2023     | 802    |
| 83      | 3       | «Dinner to Go-o-o!»        | 21 de junio de 2023     | 803    |
| 84      | 4       | «Pier Pressure»            | 21 de junio de 2023     | 804    |
| 85      | 5       | «The Bow Must Go On»       | 21 de junio de 2023     | 805    |
| 86      | 6       | «Extreme Minnie Golf»      | 21 de junio de 2023     | 806    |
| 87      | 7       | «The Great Treat Heist»    | 21 de junio de 2023     | 807    |
| 88      | 8       | «Bouncing Baby Butterfly»  | 21 de junio de 2023     | 808    |
| 89      | 9       | «Camp Spooky»              | 21 de junio de 2023     | 809    |
| 90      | 10      | «Campground Christmas»     | 27 de noviembre de 2023 | 810    |
| 91      | 11      | «Mountain Yikes»           | 17 de enero de 2024     | 811    |
| 92      | 12      | «Fashion in the Forest»    | 17 de enero de 2024     | 812    |
| 93      | 13      | «Raiders of the Lost Rock» | 17 de enero de 2024     | 813    |
| 94      | 14      | «My Bunny Valentine»       | 17 de enero de 2024     | 814    |